# Kent Andersson (zápasník)
Kent Börje Andersson (* 24. října 1959 Sollentuna, Švédsko) je bývalý švédský reprezentant v zápase, který se věnoval jak zápasu řecko-římskému, tak volnému stylu. V roce 1980 v Moskvě skončil v řecko-římském zápase v kategorii do 48 kg ve druhém kole, v roce 1984 v Los Angeles nastoupil v obou stylech, v řecko-římském skončil pátý a ve volném stylu šestý.
Startoval také několikrát na mistrovství Evropy kde jeho maximem bylo páté místo v zápase řecko-římském v roce 1980 a šesté místo ve volném stylu v roce 1984.